# Ниссория
Ниссория (итал. Nissoria) — коммуна в Италии, располагается в регионе Сицилия, подчиняется административному центру Энна.
Население составляет 3015 человек, плотность населения составляет 49 чел./км². Занимает площадь 61 км². Почтовый индекс — 94010. Телефонный код — 0935.
Покровителем населённого пункта считается святой Иосиф, празднование в первое воскресенье августа. Праздники начинаются, раньше, по среды с религиозных и народных обрядов. Как правило, происходит духовная подготовка, для которой для проповеди приглашается внешний пастырь. В субботу проходит праздник эмигранта, с особым и благочестивым празднованием Божественной Литургии. В воскресенье происходят торжественные богослужения и шествие с изображением святого Иосифа в сопровождении верующих и музыкальной группы. В понедельник, заключительный день, шествие проходит по всем улицам коммуны, во время которого верные участвуют в обмене хлебами.

## География
Ниссория – очаровательный городок в окружении зеленых холмов в центре Сицилии, между городами Аджира, Ассоро и Леонфорте на высоте 650 м над уровнем моря, недалеко от реки Сальсо.

## История
История города связана с двумя различными территориями: с солнечным плато, где сейчас расположен центр города, и с окраиной, которую называют Торре, и где до VI века находился древний город Нусира, основанный выходцами с востока, которые ввели культ святого Григория из Армении. Св. Григория почитали покровителем Ниссории до 1855 года.
Руины оборонительного сооружения XIII века и обнаруженные в 1953 году. золотые византийские украшения (6-7 век) подтверждают значимость и ценность этой территории.
Город был завоеван арабами в 861 году. Граф Роджер подарил город епископу Троины, затем в 1095-1096 Нусира принадлежит епископу Мессины. Фридрих II в противостоянии Святому престолу поделил территорию на 24 части и установил владение баронов. С этого времени земля Нусира (Nysira) получила имя Нобиле Барония (Nobile Baronia), откуда происходит современное название города – Ниссория (Nissoria).
В 1746 год Франческо Родриго Монкада Вентимилья Арагона, принц Патерно заложил город на том месте, где он существует сейчас.

## Достопримечательности

### Главная церковь Святого Иосифа
Основана в 1746 году, когда принц Патерно решил перенести маленькое селение Ниссория на новое место и расположил город вокруг церкви. И по сей день план города не изменился. Изначально церковь была небольшой с одним нефом. Позже расширили и добавили боковые нефы. В середине XIX века покровителем города становится Святой Иосиф. В начале XX века в Страстную Пятницу настоятель обратился к прихожанам с просьбой помочь в реставрации алтарной части церкви. На подношения, а это были в основном золотые украшения, французским мастером Форназье была выполнена позолоченная мозаика.  Интерьер церкви был богато украшен великолепными фресками художника Элио Романо.

### Этно-антропологический музей крестьянского быта
Комплекс музея состоит из 4 частей:
- парк «11 сентября» при входе в музей;
- огород, созданный и возделываемый традиционными способами;
- этно-антропологический музей с его экспонатами;
- мультемедийный зал для показа фильмов и информационный центр Pro Loco Ниссория.

Музей Ниссории расположен в здании школы имени Луиджи Стурцо и занимает площадь 800 м². Несколько залов рассказывают о крестьянском быте. Представлены орудия труда земледельцев, средства передвижения, домашняя утварь. Воссоздано жилище землевладельца, типичное для начала XX века. Экспонаты сопровождаются работами фотографа Бенито Саламоне.